# Hyalurga diastilba
Hyalurga diastilba är en fjärilsart som beskrevs av Erich Martin Hering 1925. Hyalurga diastilba ingår i släktet Hyalurga och familjen björnspinnare. Inga underarter finns listade i Catalogue of Life.

## Bildgalleri

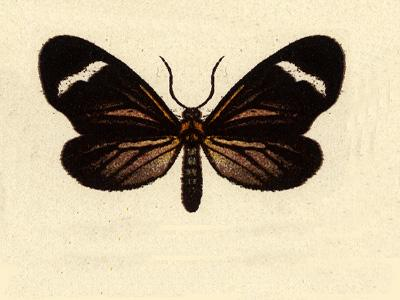